# Oamaru Harbour Board Office

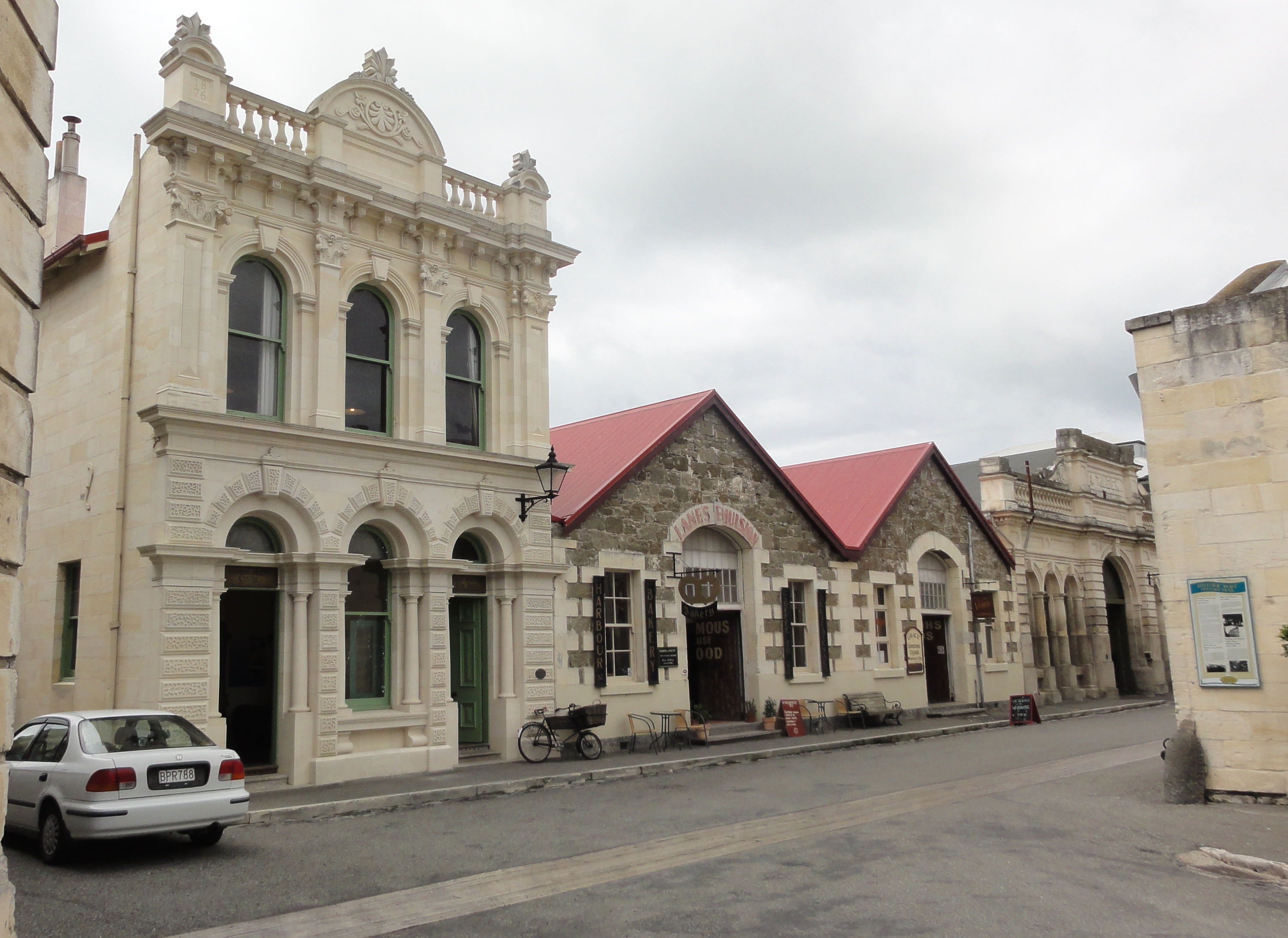
Beginn der Harbour Street, links das Harbour Board Office Building

Das Oamaru Harbour Board Office Building ist ein historisches Bauwerk im viktorianischen Stadtkern der neuseeländischen Stadt Oamaru in der Region Otago.
Es wurde 1876 nach Entwürfen der Architekten Forrester & Lemon in der Harbour Street 2 in dem für den historischen Stadtkern Oamarus typischen viktorianischen Stil als Bürogebäude für Hafenverwaltung des damals bedeutenden Seehafens von Oamaru erbaut.
Am 2. Juli 1987 wurde das Gebäude vom New Zealand Historic Places Trust unter der Nummer 4381 als Denkmal der Kategorie 1 (Historic Place Category I) eingestuft.
Es ist Teil des ebenfalls unter Schutz stehenden Ensembles Harbour/Tyne Street Historic Area.
Heute ist das Gebäude Sitz des Oamaru Whitestone Civic Trust, einer Organisation, die sich der Erhaltung und wirtschaftlichen Entwicklung des viktorianischen Erbes Oamarus und der aus dieser Zeit stammenden Bauwerke widmet.
Das Nachbargebäude AH Maude’s Stores ist ebenfalls ein Baudenkmal.